# EX-102
La carretera EX-102 es de titularidad de la Junta de Extremadura. Su categoría es básica. Su denominación oficial es   EX-102 , de Miajadas a límite de provincia de Toledo por Guadalupe.

## Historia de la carretera
Es la antigua   C-401  que fue renombrada en el cambio del catálogo de Carreteras de la Junta de Extremadura en el año 1997.

## Inicio
Su origen está en la travesía de Miajadas. (39°09′25″N 5°54′01″O / 39.157031, -5.900242)

## Final
Su final está en la CM-411 en el límite de provincia de Toledo, en el puerto de San Vicente. (39°31′05″N 5°07′01″O / 39.517975, -5.116814)

## Localidades por las que discurre
- Miajadas
- Escurial
- Alcollarín
- Zorita
- Logrosán
- Cañamero
- Alía

## Trazado y carreteras enlazadas
La longitud real de la carretera es de 104.850 m, de los que la totalidad pertenecen a la provincia de Cáceres.
Su desarrollo es el siguiente:
| P. K.             | HITO                                                           |
| ----------------- | -------------------------------------------------------------- |
| 0+000             | Inicio: Miajadas                                               |
| 0+000 - 0+240     | Travesía de Miajadas                                           |
| 1+380 - 2+280     | Travesía de Escurial                                           |
| 12+130            | Intersección EX-354 (Abertura y Campo Lugar)                   |
| 17+080 - 18+030   | Travesía de Alcollarín                                         |
| 17+140 - 17+1760  | Puente sobre el río Alcollarín                                 |
| 22+250 - 24+260   | Travesía de Zorita                                             |
| 23+550            | Intersección EX-208 (Conquista de la Sierra)                   |
| 24+210            | Intersección EX-355 (Madrigalejo)                              |
| 42+130            | Acceso oeste a Logrosán                                        |
| 43+500 - 43+520   | Puente sobre arroyo de Pascual Sancho                          |
| 44+980 - 45+000   | Paso superior sobre CC-22.5 (Berzocana)                        |
| 45+380            | Acceso este a Logrosán e intersección CC-22.6                  |
| 53+000            | Intersección CC-21.2                                           |
| 56+100 - 57+260   | Travesía de Cañamero                                           |
| 56+650            | Intersección CC-97 (Guadalupe)                                 |
| 58+030 - 58+090   | Puente sobre el río Ruecas                                     |
| 63+620            | Intersección EX-116 (Obando)                                   |
| 65+780 - 65+80    | Puente sobre vaguada                                           |
| 72+800            | Intersección EX-118 y CC-121 (Guadalupe)                       |
| 72+130 - 72+140   | Puente sobre el río Guadalupejo                                |
| 73+060 - 73+080   | Puente sobre el río Guadalupejo                                |
| 83+840 - 84+150   | Travesía de Alía                                               |
| 84+140            | Intersección CC-130 (La Calera)                                |
| 85+580            | Intersección CC-151 (Castilblanco)                             |
| 95+790 - 95+830   | Puente sobre el río Guadarranque                               |
| 95+940            | Intersección camino a Navatrasierra                            |
| 100+830 - 100+850 | Puente sobre río                                               |
| 101+060           | Intersección camino a Puerto Rey                               |
| 104+850           | Final: límite provincia de Toledo Puerto de San Vicente CM-411 |

## Otros datos de interés
(IMD, estructuras singulares, tramos desdoblados, etc.).
Los datos sobre Intensidades Medias Diarias en el año 2006 son los siguientes:
| P. K.                          | IMD   | Ligeros | Pesados | % Pesados |
| ------------------------------ | ----- | ------- | ------- | --------- |
| 1+000 (Miajadas)               | 2.627 | 2.548   | 79      | 3,0       |
| 10+000 (Campo Lugar)           | 1.253 | 1.213   | 40      | 3,2       |
| 21+700 (Zorita)                | 898   | 856     | 42      | 4,7       |
| 26+300 (Zorita)                | 1.278 | 1.118   | 161     | 12,6      |
| 53+000 (Cañamero)              | 1.156 | 1.084   | 72      | 6,2       |
| 61+500 (Cañamero)              | 1.202 | 1.174   | 28      | 2,3       |
| 71+000 (Guadalupe)             | 1.113 | 957     | 156     | 14,0      |
| 74+100 (Guadalupe)             | 567   | 957     | 70      | 12,4      |
| 95+000 (Puerto de San Vicente) | 440   | 400     | 40      | 9,1       |

## Evolución futura de la carretera
La carretera se encuentra acondicionada dentro de las actuaciones previstas en el Plan Regional de Carreteras de Extremadura.